# Cửu Long Thành SA
Câu lạc bộ thể thao Cửu Long Thành (tiếng Trung: 九龍城區體育會) là một câu lạc bộ bóng đá chuyên nghiệp Hồng Kông đang thi đấu tại giải bóng đá Ngoại hạng Hồng Kông.

## Lịch sử
Cửu Long Thành bắt đầu có một đội đại diện trong hệ thống bóng đá chuyên nghiệp Hồng Kông từ năm 2002, thuộc một dự án của hiệp hội bóng đá Hồng Kông kích thích các quận thành lập đội đại diện. Cửu Long Thành thuộc nhóm 11 quận đầu tiên tham gia dự án này.
Từ mùa 2021-22, tên chính thức của đội là Tuấn Anh Cửu Long Thành (駿英九龍城) vì lý do tài trợ. Mùa giải này, họ xếp thứ nhất tại giải hạng Nhì trước khi giải đấu bị hủy bỏ do đại dịch COVID-19 tại Hồng Kông.
Mùa giải 2022-23, HKFA chấp nhận đề nghị thăng lên giải hạng Nhất của Cửu Long Thành.
Ngày 25 tháng 6, 2024, Cửu Long Thành giành quyền tham gia giải Ngoại hạng Hồng Kông mùa 2024-25 khi giành ngôi vô địch giải hạng Nhất mùa 2023-24.

## Lịch sử đổi tên
- 2002-21: Cửu Long Thành (九龍城)
- 2021-24: Tuấn Anh Cửu Long Thành (駿英九龍城)
- 2024-nay: Cửu Long Thành (九龍城)

## Nhân sự
| Vị trí                  | Nhân sự         |
| ----------------------- | --------------- |
| Huấn luyện viên trưởng  | Trần Minh Cương |
| Trợ lý huấn luyện viên  | Hoàng Tử Phong  |
| Trợ lý huấn luyện viên  | Hứa Gia Lạc     |
| Huấn luyện viên thủ môn | Đường Gia Danh  |
| Phân tích kỹ thuật      | Ngô Tử Duy      |

## Đội hình

### Đội một
Tính đến 28 tháng 11, 2024
Ghi chú: Quốc kỳ chỉ đội tuyển quốc gia được xác định rõ trong điều lệ tư cách FIFA. Các cầu thủ có thể giữ hơn một quốc tịch ngoài FIFA.
| Số | VT | Quốc gia  | Cầu thủ                             |
| -- | -- | --------- | ----------------------------------- |
| 2  | HV | Hồng Kông | Dư Bái Khang                        |
| 3  | HV | Brasil    | Willian Gaúcho FP                   |
| 5  | TV | Hồng Kông | Diego Eli                           |
| 6  | TV | Hồng Kông | Trịnh Tiến Hoằng                    |
| 7  | TĐ | Nepal     | Aryan Rai FP                        |
| 8  | TV | Hồng Kông | Thiệu Quân Tuấn                     |
| 9  | TV | Hồng Kông | Trần Văn Huy (Đội trưởng)           |
| 10 | TĐ | Hồng Kông | Lâm Học Huy                         |
| 11 | TĐ | Hồng Kông | Viên Thế Kiệt                       |
| 18 | TĐ | Hàn Quốc  | Lee Keun-ho FP                      |
| 19 | TM | Hồng Kông | Lục Bình Trung                      |
| 20 | HV | Hồng Kông | Nghiêm Khởi Trác (mượn từ Kiệt Chí) |
| 21 | HV | Hồng Kông | Tằng Cẩm Đào                        |

| Số | VT | Quốc gia  | Cầu thủ           |
| -- | -- | --------- | ----------------- |
| 23 | TV | Hồng Kông | Hà Lang Hạo       |
| 24 | HV | Hồng Kông | Tằng Gia Tiến     |
| 25 | TĐ | Hồng Kông | Hứa Gia Lạc       |
| 26 | HV | Hồng Kông | Mã Thiên Hạo      |
| 27 | TĐ | Brasil    | Kayron FP         |
| 28 | TV | Hồng Kông | Tạ Gia Tuấn       |
| 30 | TV | Brasil    | Niltinho FP       |
| 33 | HV | Brasil    | Victtor Chaves FP |
| 37 | TV | Hồng Kông | Từ Cánh Như       |
| 55 | HV | Hàn Quốc  | Seong Min-gyu FP  |
| 63 | TM | Hồng Kông | Lý Hãn Hạo        |
| 77 | TV | Hồng Kông | Âu Dương Hạo Minh |
| 88 | TM | Hồng Kông | Viên Hạo Tuấn     |

Chú thích:

LP Cầu thủ được coi là bản địa trong các giải đấu quốc nội.

FP Cầu thủ được đăng ký là cầu thủ ngoại.

## Lịch sử theo mùa
| Mùa     | Cấp | Hạng       | Số đội | Vị trí | Sân nhà           | Khán giả trung bình | Cúp FA | Cúp Cao cấp | Cúp Tinh Anh |
| ------- | --- | ---------- | ------ | ------ | ----------------- | ------------------- | ------ | ----------- | ------------ |
| 2024-25 | 1   | Ngoại hạng | 9      |        | Sân Thâm Thủy Phố |                     |        | Vòng 1      |              |

Chú thích:
      Nhất/Vô địch
      Nhì/Á quân
      Hạng 3
      Thăng hạng
      Giáng hạng

## Thành tích
- Giải hạng Nhất Hồng Kông
  - Vô địch (1): 2023-24
  - Á quân (1): 2022-23

## Lịch sử huấn luyện viên
- Lưu Đống Bình (2019-22)
- Chân Lực Kiện (2022-23)
- Tải Tư Tổng (2023-24)
- Trần Minh Cương (2024-nay)